# Původní píseň
Původní píseň (v anglickém originále Original Song) je šestnáctá epizoda druhé série amerického hudebního televizního seriálu Glee a v celkovém pořadí třicátá osmá epizoda. Scénář k ní napsal tvůrce seriálu, Ryan Murphy, režíroval ji Bradley Buecker a měla premiéru na televizním kanálu Fox ve Spojených státech dne 15. března 2011. V této epizodě se sbor McKinleyovy střední školy rozhodne, že si připraví původní písně na nadcházející regionální soutěž sborů proti sborům Slavíci z Daltonovy akademie a Aural Intensity ze střední školy Westvale, které vede Sue Sylvester (Jane Lynch). Blaine (Darren Criss) konečně ukazuje svou náklonnost ke Kurtovi (Chris Colfer) zatímco Rachel (Lea Michele) se snaží obnovit svůj vztah s Finnem (Cory Monteith). New Directions vyhrají regionální kolo a postupují do následujícího národního kola, které se koná v New Yorku.
Epizoda většinou získala pozitivní hodnocení. Kritici chválili interakci mezi Kurtem a Blainem, stejně jako většinu původních písní v epizodě. Kritik Mark Perigard z Boston Herald ji nazval "skvělou" epizod "zaplněnou mnoha dobrými momenty". V epizodě se objevily cover verze šesti písní, včetně "Raise Your Glass" od Pink a "Blackbird" od Beatles. Epizoda také obsahovala výběr původních skladeb, více, než jakákoliv předchozí epizoda seriálu. Hudební vystoupení, cover verze a původní písně z epizody se setkaly většinou s pozitivními reakcemi od kritiků. S výjimkou "Jesus Is My Friend" a "Only Child" byly všechny skladby vydány jako singly a jsou též dostupné ke stažení.
V původním vysílání epizodu sledovalo celkem 11,15 milionů amerických diváků a získala 4,2/13 ratingu/podílu ve věkové skupině od 18 do 49, podle Nielsenova ratingu. Celková sledovanost a rating epizody o trochu spadl na rozdíl od předchozí epizody s názvem Sexy.

## Děj epizody
Poté, co Slavíci zkouší "Misery" jako přípravu na regionální kolo, Kurt Hummel (Chris Colfer) přizná svou závist ohledně toho, jak Slavíci vždycky svěří Blainovi (Darren Criss) sólový výstup. Později Kurt uctívá náhlou smrt kanárka Pavarottiho, maskota Slavíků, vystoupením s písní "Blackbird". Blaine je viditelně dojatý Kurtovu emocionální poctou a uvědomí si, že ke Kurtovi něco cítí. Později se hádá, že by ho Slavíci neměli nechat zpívat samotného na regionálním kole a místo "Misery" navrhuje zazpívat duet. Blaine je pevně přesvědčen, že jeho partnerem pro duet musí být Kurt a hlasování ve prospěch Kurta je téměř jednomyslné. Když ti dva zkouší svůj duet "Candles", Blaine se přizná, že by s ním chtěl trávit více času a poprvé se políbí.
Rachelin (Lea Michele) druhý pokus o původní píseň, "Only Child", je pouze malým zlepšením oproti "My Headband". Finn (Cory Monteith) ji povzbudí, aby šla hlouběji do své bolesti, aby našla svou píseň. Quinnina (Dianna Agron) touha stát se královnou plesu ji vyzve k předstíranému přátelství k Rachel, aby postavila mezi Rachel a Finna. Quinn v této fázi podpoří Rachelin nápad psaní původních písní pro regionální kolo; členové New Directions nakonec souhlasí, protože obdrželi dopis od My Chemical Romance, který říká, že pro regionální kolo nemohou zpívat píseň "Sing". Sue se později přizná, že dopis padělala, jako jeden z dalších pokusů zničit sbor. Rachel konfrontuje Quinn ohledně jejího vztahu s Finnem a věří, že bude upřímná. Quinn ji přizná, že už jsou spolu několik týdnů a řekne Rachel, že nepatří do Limy. Quinn řekne, že si s Finnem plánuje již společnou budoucnost a Rachel ji nemůže nenávidět za to, že se jí snaží poslat na jinou cestu. Zraněná Rachel odchází domů a používá Quinnina slova jako odrazový můstek pro napsání nové písně.
Brittany (Heather Morris) konfrontuje Santanu (Naya Rivera), když ji řekne, že ji chybí jejich přátelství. Nicméně Santana je nepřátelská a rozzlobeně říká, že ji Brittany "vyhodila", zatímco poukazuje na to, že je naštvaná, že Santana stále chodí se Samem (Chord Overstreet) i po přiznání její lásce k Brittany. Jejich rozhovor přeruší Sue a obě zjistí, že jejich skříňky naplnila špínou, což se později probírá i na zkoušce sboru při psaní původních písní.
Na zkoušce vedoucí sboru Will Schuester (Matthew Morrison) rozdá sboru slovníky rýmů, aby jim pomohl s psaním vlastních písní. Když předvádí své vlastní písně, Santana zpívá "Trouty Mouth" jako pocta pro Samova velká ústa a Puck (Mark Salling) zpívá "Big Ass Heart" pro Lauren (Ashley Fink). Mercedes (Amber Riley) později zpívá "Hell to the No". I když Will souhlasí, že je to dobrá píseň, tak řekne, že není vhodná pro regionální kolo a také dodá, že nejlepší písně "pocházejí z místa bolesti". Poté, co členové klubu si mezi sebou řeknou několik nedávných bolestných anekdot, napíše "Loser Like Me" na tabuli a rozhodne, že to bude název jejich zatím ještě nenapsané původní písně pro regionální kolo.
Porotci letošního regionálního kola soutěže sborů jsou místní moderátorská legenda Rod Remington (Bill A. Jones), kandidátka Tea Party Tammy Jean Albertson (Kathy Griffin) a bývalá klubová tanečnice Sestra Mary Constance (Loretta Devine). Aural Intensity otevírá soutěž s číslem "Jesus Is My Friend", písní, kterou Sue vybrala, aby podlézala konkrétnímu porotci. Úvodní číslo Slavíků je duet Kurta a Blaina "Candles", na které naváže "Raise Your Glass". Rachel vyjadřuje své pocity k Finnovi přes vystoupení s její původní písní "Get It Right", které vycházely z minulých selhání v jejich skalním vztahu a vyjadřuje svou hlubokou touhu dát se s Finnem zase dohromady. New Directions odpovídají na šikanu Sue jejich druhou původní písní, "Loser Like Me", hymnou věnovanou všem outsiderům na škole. New Directions vyhrají regionální kolo soutěže sborů. Rachel je poctěna s první cenou pro New Directions.

## Seznam písní
- "Misery"
- "Only Child"
- "Blackbird"
- "Trouty Mouth"
- "Big Ass Heart"
- "Hell to the No"
- "Jesus Is My Friend"
- "Candles"
- "Raise Your Glass"
- "Get It Right"
- "Loser Like Me"

## Hrají
| Dianna Agron     | Quinn Fabray          |
| Chris Colfer     | Kurt Hummel           |
| Jane Lynch       | Sue Sylvester         |
| Jayma Mays       | Emma Pillsburry       |
| Kevin McHale     | Artie Abrams          |
| Lea Michele      | Rachel Berry          |
| Cory Monteith    | Finn Hudson           |
| Heather Morris   | Brittany Pierce       |
| Matthew Morrison | William Schuester     |
| Mike O'Malley    | Burt Hummel           |
| Amber Riley      | Mercedes Jones        |
| Naya Rivera      | Santana Lopez         |
| Mark Salling     | Noah „Puck“ Puckerman |
| Jenna Ushkowitz  | Tina Cohen-Chang      |